# Streptosiphon hirsutus
Streptosiphon es un género monotípico de plantas con flores perteneciente a la familia Acanthaceae. El género tiene una especie de hierbas. Su única especie: Streptosiphon hirsutus Mildbr., es originaria de Tanzania.

## Descripción
Es un arbusto erecto que alcanza  1 m de altura, a menudo de un solo tallo y no ramificado, las ramas jóvenes de color amarillento e hirsutas. Las hojas a veces agrupadas hacia el extremo de las ramas; con pecíolos de hasta 2,5 cm de largo; las láminas elípticas a obovadas, de 14-25 ≈ 5-10 cm de longitud, el ápice redondeado o en una punta aguda a corta. La inflorescencia se encuentra en una solitaria cima de 4-11 cm de largo, es sésil; con raquis piloso; las brácteas de color verde amarillento o ligeramente teñidas de púrpura. La corola lila a morado, en forma de tubo cilíndrico. El fruto en forma de cápsula de 18-22 mm de largo, con semillas de  ± 5 ≈ 4 mm.

## Distribución
Se encuentran a una altitud de 200 a 700 metros en Tanzania en la Meseta Rondo, Mchinjiri en Lindi.

## Taxonomía
Streptosiphon hirsutus fue descrita por el botánico alemán: Gottfried Wilhelm Johannes Mildbraed y publicado en Notizblatt des Botanischen Gartens und Museums zu Berlin-Dahlem 12: 719, en el año 1935.